# TOS-1
TOS-1 부라티노(러시아어: тяжёлая огнемётная система [ТОС-1], 대형 화염방사 시스템)는 T-72 섀시에 장착된 열 압력탄을 사용할 수 있는 소련의 220mm 30-배럴 또는 24-배럴 다연장 로켓포이다. TOS-1은 특히 개방된 지형에서 적의 요새화된 위치와 경장갑 차량 및 수송선을 공격하도록 설계되었다. 1979년 개발되어 1980년 채택되었고 1987년 생산되어 1988년 소련-아프가니스탄 전쟁 당시 투입되었고, 대중에게는 1999년 옴스크에서 처음 공개되었다.
부라티노는 러시아군의 포병 부대에 배치되어 있지 않고 러시아군 화생방 부대에 소속되어 있다. 그렇기 때문에 부라티노는 GRAU 코드명이 존재하지 않고 RKhBZ 코드명인 МO.1.01.00.만 존재한다.